# Der Adler
Pour les articles homonymes, voir Adler.
Der Adler (L'Aigle) est un magazine illustré de propagande publié par le Troisième Reich durant la Seconde Guerre mondiale.

## Historique
Der Adler est créé en 1939 par Hermann Göring pour la propagande de la Luftwaffe. Ce magazine est édité par le groupe de presse August Scherl Verlag basé à Berlin, totalement sous contrôle nazi en 1943. Contrairement à Signal, toutes les versions de Der Adler sont imprimées et diffusées par ce groupe de presse. 
Après le succès du numéro « Probeheft », le tout premier numéro sort le 1er mars 1939. Il sera par la suite traduit en six langues différentes :
- l’édition en allemand vise le Reich, la Suisse alémanique et les « Volksdeutsche » (populations germanophones) ;
- l’édition anglaise est destinée au Royaume-Uni, aux États-Unis et aux îles Anglo-Normandes ;
- l'édition française à la Suisse romande, à la Belgique et à la France ;
- l’édition italienne à l’Italie et à la Suisse italienne ;
- l’édition espagnole à l’Espagne et aux pays d’Amérique du Sud (Argentine, Mexique, etc.) ;
- l'édition roumaine à la Roumanie ;
- l’édition dite internationale en allemand pour les pays qui ne reçoivent pas l’édition standard.

En octobre 1944, une directive du ministère de la Propagande met fin, faute de moyens, à la publication des magazines illustrés à l’exception de l'Illustrierter Beobachter, du Berliner Illustrirte Zeitung et de Signal. C’est la fin de Der Adler.
En plus de ces versions, il existe des numéros et éditions spéciaux de Der Adler :
- « Probeheft », ce sont des numéros expérimentaux pour tester l’impact du magazine ;
- « Sonderheft », un numéro spécial qui s’intègre aux autres, mais ne traite que d’un sujet particulier ;
- « Sonderdruck », édition spéciale en allemand et gratuite qui contient deux fois plus de pages que l’édition standard (64 pages) et destinée aussi aux pays qui ne reçoivent pas l’édition standard (Danemark, Bulgarie, Croatie…) ;
- « Édition spéciale », équivalent des « Sonderdruck » pour les pays qui reçoivent l’édition standard ;
- « Schulausgabe », édition gratuite en allemand pour les écoles du Parti comme les Napola et les Ordensburg ou les AH Schulen ainsi que les universités ;
- « Ausgabe V », versions gratuites et réduites de l’édition standard (12 pages). Diffusées en Allemagne dans les administrations civiles et militaires.